# Heckeldora
Genre
Heckeldora est un genre de plantes de la famille des Meliaceae.
Publié pour la première fois en 1897, il est nommé d'après le botaniste Édouard Heckel, spécialiste des plantes tropicales.

## Liste d'espèces
Selon Catalogue of Life (24 octobre 2017) :
- Heckeldora jongkindii J.J.de Wilde
- Heckeldora ledermannii (Harms) J.J.de Wilde
- Heckeldora leonensis (Hutch. & Dalziel) E.J.M.Koenen
- Heckeldora leptotricha (Harms) J.J.de Wilde
- Heckeldora staudtii (Harms) Staner
- Heckeldora trifoliolata J.J.de Wilde
- Heckeldora zenkeri (Harms) Staner

Selon NCBI (24 octobre 2017) :
- Heckeldora jongkindii
- Heckeldora ledermannii
- Heckeldora leonensis
- Heckeldora leptotricha
- Heckeldora staudtii
- Heckeldora trifoliolata
- Heckeldora zenkeri

Selon The Plant List (24 octobre 2017) :
- Heckeldora staudtii (Harms) Staner
- Heckeldora zenkeri (Harms) Staner

Selon Tropicos (24 octobre 2017) (Attention liste brute contenant possiblement des synonymes) :
- Heckeldora angustifolia Pierre
- Heckeldora latifolia Pierre
- Heckeldora ledermannii (Harms) J.J. de Wilde
- Heckeldora leonensis (Hutch. & Dalziel) E. J. M. Koenen
- Heckeldora leptotricha (Harms) J.J. de Wilde
- Heckeldora mangenotiana Aké Assi & Lorougnon
- Heckeldora staudtii (Harms) Staner
- Heckeldora trifoliolata J.J. de Wilde
- Heckeldora zenkeri (Harms) Staner